# Прва лига Југославије у кошарци 1950.
Прва лига Југославије у кошарци 1950. је било 6. првенство ФНРЈ у мушкој кошарци. На месту Локомотиве из Ријеке и сарајевског Милиционера који су на крају прошле сезоне напустили лигу, у друштво десеторице најбољих ушли су Железничар (Љубљана) и поново КК Задар. 
Борба за прво место између Црвене звезде и Партизана  вођена је до последњег кола. Супарници су на крају сакупили по 32 бода и побегли трећепласираном Железничару из Љубњане  10 бодова.
Титула првака припала је Црвеној звезди, која је заржала титулу првака само захваљујући бољој кош разлици. Испадања из лиге није било, јер је лига наредне сезоне проширена на 12 клубова.

### Табела
|     | Тим                | Игр. | Поб. | Пор. | П+  | П-  | Бод |
| --- | ------------------ | ---- | ---- | ---- | --- | --- | --- |
| 1.  | Црвена звезда      | 18   | 16   | 2    | 839 | 565 | 32  |
| 2.  | Партизан           | 18   | 16   | 2    | 791 | 613 | 32  |
| 3.  | Железничар Љубљана | 18   | 11   | 7    | 691 | 635 | 22  |
| 4.  | Металац Београд    | 18   | 10   | 8    | 656 | 697 | 20  |
| 5.  | Младост Загреб     | 18   | 9    | 9    | 626 | 615 | 18  |
| 6.  | Железничар Београд | 18   | 8    | 10   | 676 | 658 | 16  |
| 7.  | Задар              | 18   | 7    | 11   | 543 | 645 | 14  |
| 8.  | Јединство Загреб   | 18   | 5    | 13   | 684 | 766 | 10  |
| 9.  | Пролетер Зрењанин  | 18   | 5    | 13   | 572 | 689 | 10  |
| 10. | Енотност Љубљана   | 18   | 3    | 15   | 614 | 809 | 6   |

| Првак Прве лиге Југославије 1950. |
| --------------------------------- |
| КК Црвена звезда 5. титула        |